# Paříž ve dvacátém století
Paříž ve dvacátém století (Paris au XXe siècle) je vědeckofantastický román francouzského spisovatele Julese Verna. Je to po knihách Cesta pozpátku do Anglie a Skotska a Pět neděl v balóně třetí autorův román. Verne jej napsal roku 1860 a líčí v něm poněkud ponurý obraz lidské společnosti za sto let (lidstvo na jedné straně využívá obrovské technické vymoženosti, ale na druhé straně prochází obrovským úpadkem vzdělanosti, který s sebou přinesl konzumní a uspěchaný způsob života). Vernův nakladatel Hetzel odmítl toto dílo pro jeho pesimismus vydat a po jeho přečtení Vernovi napsal: „Můj drahý Verne, nevím, co bych za to dal, abych Vám nemusel dnes psát. Stanovil jste si navýsost obtížný úkol – a stejně jako vašim předchůdcům v podobných věcech, ani Vám se nepodařilo zhostit se ho s úspěchem. (…) Publikaci této knihy vidím jako katastrofu, která zničí vaše jméno. Přivedlo by to k přesvědčení, že Pět neděl v balóně bylo náhodné vybočení. Ale já tady mám Dobrodružství kapitána Hatterase, a tudíž vím, že náhodné vybočení je právě tato nezdařená věc. Ovšem veřejnost by to nevěděla. (…) Nejste pro tu knihu zralý, předěláte ji za dvacet let. (…)“ A na okraj rukopisu poznamenal: „Vašemu proroctví dnes nikdo neuvěří. (…), nebudou se o to zajímat.“
Verne poté dílo založil mezi své ostatní rukopisy. Později byl román dokonce považován za ztracený. Jediným důkazem jeho možné existence byl seznam Vernových nevydaných děl, který roku 1905 sestavil po smrti svého otce jeho syn Michel Verne. Roku 1989 rukopis náhodou objevil autorův pravnuk Jean v trezoru, o němž se Michel domníval, že je prázdný. Když byl román roku 1994 ve Francii vydán, zaznamenal obrovský úspěch.

## Obsah románu
Kniha je mistrovským dílem vědecko-technické předvídavosti. Intuice Julese Verna ohledně dalšího technologického vývoje je až vizionářská. Zatímco jiní viděli v některých vynálezech své doby jen zábavné hračky, Verne jim udělil důležitou roli v budoucnosti. Jako příklad lze uvést samohybné vozy poháněné v knize motorem Belgičana Jeana Lenoira (1822–1900) z roku 1859. Tento motor čekal celých třicet let, než byl zdokonalen německými inženýry Daimlerem a Benzem a skutečně využit pro pohon automobilů.
Román se odehrává v Paříži v letech 1960–1962, ve městě mrakodrapů ze skla, vysokorychlostních vlaků a automobilů, ve světě počítacích strojů a celosvětové komunikační sítě, v době, kdy elektrické osvětlení, faxy, telefony a výtahy jsou běžnou součástí každodenního života. Až k branám Paříže byl vyhlouben mořský kanál, splavný i pro největší námořní lodě, a na místě dnešní Eiffelovy věže byl postaven monumentální maják. Věda tak všestranně ulehčila lidský život, ten však přesto není příliš šťastný. Neustálý spěch štve lidi bez odpočinku vpřed. Kultura upadá, světu vévodí praktický materialismus, manželství přestává plnit svou funkci, neboť manželé se díky pracovnímu vytížení téměř nevidí, agresivní feminismus činí z žen „vyhynulou rasu“, začíná převládat počet dětí narozených z volného svazku a zaznívá i myšlenka, že „ženy jako bytosti na množení brzy nahradí stroje na stlačený vzduch“. Klesá i obecná úroveň vzdělanosti, jména jako Hugo, Balzac nebo Musset se stávají prázdnými pojmy z dávné minulosti.
Hlavním hrdinou románu je mladý šestnáctiletý básník Michel Dufrénoy, který zdědil po svém již mrtvém otci umělecké sklony, které mu brání podílet se na konzumním způsobu života, a proto marně hledá v moderním světě uplatnění. Když vyhrál první cenu za latinské verše, bylo to jeho strýcem a tetou považováno za ostudnou skutečnost. Stane se bankovním úředníkem, ale tato epizoda jeho života končí vyhazovem. Jediným kladem této práce je, že najde přítele, tajného klavíristu – Quinsonnase, který ho seznámí s dalšími umělci, a že se zamiluje do krásné Lucy, dcery posledního univerzitního profesora rétoriky Richelota.
V následujících kapitolách knihy Michel hledá práci, marně obchází se svou básnickou sbírkou nakladatelství, a nakonec modernizuje divadelní klasiky v útvaru pojmenovaném „Velké skladiště dramat“, jehož účelem je chrlit nenáročné komedie, operety a vaudevilly s kuplety a často i s oplzlými žerty. Tato práce jej však nemůže jako tvůrce uspokojit, a proto dává výpověď. Nakonec nemá už žádné peníze a je nucen jíst nejprve tzv. bramborový sýr, pak žaludový chléb a nakonec mourový chléb, vyráběný z uhlí. V hrozné zimě na počátku roku 1962 Michel zjistí, že Lucy s otcem byla pro dluhy vystěhovaná z bytu neznámo kam. V krutém mrazu bloudí ulicemi a výjevy dostávají až surrealistický nádech. Michel se dostane na ohlušující „Elektrický koncert“, hraný dvěma sty propojenými klavíry, a vidí další odpudivé scény pařížské společnosti 20. století, například stavbu popraviště, kde zjistí, že nyní se popravuje elektrickým výbojem. Omdlí, ale vzpamatuje se ještě, utíká pryč, dostává se na hřbitov, odkud pozoruje zmechanizované a odcizené město a kde nakonec zřejmě umírá. Román končí slovy: „Ach! Paříži!“ zvolal s gestem zoufalého hněvu. „Ach! Lucy!“ zašeptal a ve mdlobách padl do sněhu.

## Česká vydání
- Paříž ve 20. století, Tichá Byzanc, Praha 1995, přeložila Růžena Steklačová.
- Paříž ve 20. století, Návrat, Brno 2013, přeložila Růžena Steklačová.